# Saint-Genest-Malifaux
Saint-Genest-Malifaux este o comună în departamentul Loire din sud-estul Franței. În 2009 avea o populație de 2.916 de locuitori.

## Evoluția populației
| An        | 1975  | 1982  | 1990  | 1999  | 2006  | 2009  |
| --------- | ----- | ----- | ----- | ----- | ----- | ----- |
| Populație | 1.759 | 2.199 | 2.384 | 2.691 | 2.879 | 2.916 |